# Бочаров, Николай Павлович

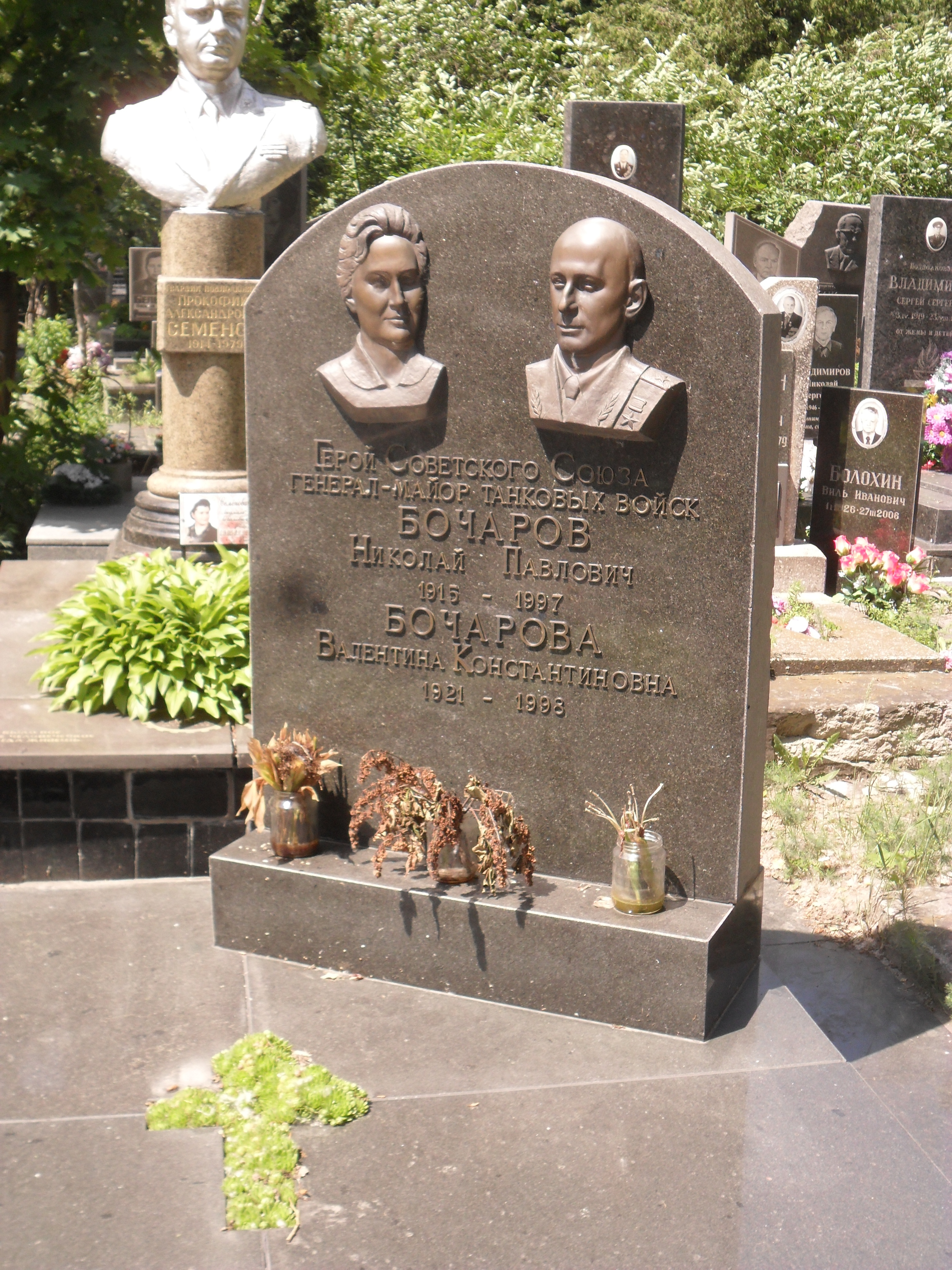
Могила Н. П. Бочарова на Лукьяновском военном кладбище Киева.

Николай Павлович Бочаров (1915—1997) — советский офицер, участник Польского похода РККА и Великой Отечественной войны, Герой Советского Союза (1942). Генерал-майор танковых войск (1961).

## Молодость
Николай Бочаров родился 10 февраля 1915 года в Воронеже в рабочей семье. В 1932 году окончил первый курс подготовительного отделения Днепропетровского заочного института инженеров транспорта, после чего работал мастером-электриком Уральского монтажного отделения Электропрома города Свердловск (ныне — Екатеринбург).

## Начало военной службы и Великая Отечественная война
В октябре 1937 года был призван на службу в Рабоче-крестьянскую Красную Армию. Окончил полковую школу 14-то танкового полка 14-й кавалерийской дивизии Киевского военного округа в октябре 1938 года и затем служил в этом же танковом полку, был командиром танка и помощником командира танкового взвода. Принимал участие в Польском походе РККА в сентябре 1939 года. С ноября 1939 года командовал танковым взводом в 29-м танковом полку той же 14-й кавалерийской дивизии. В декабре 1940 года уволен в долгосрочный отпуск по семейным обстоятельствам. Член ВКП(б) с 1939 года.
В первый день Великой Отечественной войны явился в военкомат (тогда Н. П. Бочаров находился в Свердловске), направлен на Северо-Западный фронт. С июля 1941 года — на фронтах Великой Отечественной войны. В августе 1941 года воевал политруком роты 2-го стрелкового полка 128-й стрелковой дивизии 48-й армии Северо-Западного фронта, с конца августа 1941 года Бочаров был политруком роты 280-го стрелкового полка 185-й стрелковой дивизии на Северо-Западном, Калининском и Западном фронтах. Участвовал в Ленинградской оборонительной операции и в битве за Москву.
Совершил выдающийся подвиг во время наступательных боёв в Калининской области, когда дивизия действовала в составе 30-й армии Западного фронта. 7 декабря 1941 года политрук Бочаров в бою у деревни Параксино (Вараксино) Конаковского района Калининской области, рискуя собственной жизнью, разминировал поле и повёл роту в атаку через проход. В бою рота захватила два артиллерийских орудия. Бочаров лично открыл огонь из трофейного 37-мм противотанкового орудия, уничтожив расчёты двух немецких орудий, а затем начал обстрел немецкой пехоты, сделав около ста выстрелов и уничтожив около роты вражеских солдат и офицеров и обратив остальных в бегство. Рота захватила 11 пулемётов, большое количество огнестрельного оружия, мин, снарядов, а также несколько автомашин. Действия Бочарова способствовали успешному выполнению боевой задачи 185-й стрелковой дивизией.
Указом Президиума Верховного Совета СССР «О присвоении звания Героя Советского Союза политруку Бочарову Н. П.» от 12 января 1942 года за «за образцовое выполнение боевых заданий командования на фронте борьбы с немецкими захватчиками и проявленные при этом отвагу и геройство» удостоен высокого звания Героя Советского Союза.
После совершения геройского подвига и представления к высшей награде Родины продолжал сражаться на фронте, с декабря 1941 — секретарь комсомольского бюро 280-го стрелкового полка, с марта 1942 — помощник начальника политотдела по комсомольской работе 185-й стрелковой дивизии, с июня 1942 — начальник политотдела 82-й танковой бригады, с августа 1942 по февраль 1943 — военный комиссар автобронетанкового управления 22-й армии на Калининском фронте. Затем был направлен на учёбу.
В 1943 году окончил Высшие курсы усовершенствования политического состава и в сентябре этого года был назначен заместителем командира 4-го гвардейского отдельного танкового полка прорыва (с марта 1944 — 394-й гвардейский танко-самоходный полк) по политической части. С этим полком прошёл весь боевой путь до Победы. Воевал на 3-м Украинском (с сентября по декабрь 1943), на Ленинградском (с мая 1944) и на 1-м Белорусском (с декабря 1944) фронтах. Отлично действовал в Выборгской, Прибалтийской, Висло-Одерской и Берлинской наступательных операциях. Хотя как политработник должен был находиться при штабе, в наступательных операциях постоянно находился в боевых порядках, проявлял личное мужество, при необходимости без колебаний принимал на себя командование взамен выбывших из строя офицеров и умело руководил действиями танкистов. За время службы в полку награждён тремя боевыми орденами.

## Послевоенная служба
После окончания войны Н. П. Бочаров продолжил службу в Советской Армии, но по личной просьбе был переведён с политической на командную работу. В октябре 1945 года назначен заместителем командира 69-го гвардейского танкового полка в 11-й механизированной дивизии. В январе 1946 года его направили учиться на Академических курсах усовершенствования комсостава при Военную академию бронетанковых и механизированных войск имени И. В. Сталина, а после их окончания в декабре 1946 года он был переведён для учёбы на командном факультете этой академии. Окончил академию в 1951 году. С мая 1951 года командовал 136-м гвардейским армейским тяжёлым танко-самоходным полком, а с января 1953 года — 35-м отдельным учебным танковым полком. С ноября 1954 по декабрь 1956 года служил заместителем командира 14-й гвардейской механизированной дивизии в 6-й гвардейской механизированной армии, затем вновь убыл на учёбу.
В 1957 году окончил Высшие академические курсы при Высшей военной академии имени К. Е. Ворошилова. С ноября 1957 года — командир 8-й гвардейской танковой дивизии. С января 1963 — заместитель командующего по тылу — начальник тыла 5-й гвардейской танковой армии, с декабря 1967 года — на такой же должности в 6-й гвардейской танковой армии. С октября 1968 года — заместитель начальника тыла Киевского военного округа. С апреля по август 1972 и с ноября 1973 по декабрь 1975 года откомандировывался в распоряжение 10-го Главного управления Генерального штаба для выполнения правительственных заданий за границами СССР. С декабря 1975 года находился в распоряжении командующего войсками Киевского военного округа.
В феврале 1976 года генерал-майор танковых войск Н. П. Бочаров был уволен в запас. Проживал в Киеве, умер 27 сентября 1997 года, похоронен на Лукьяновском кладбище Киева.

## Воинские звания
- младший политрук (13.07.1941);
- политрук (7.11.1941);
- батальонный комиссар (17.03.1942);
- майор (5.10.1942);
- подполковник (29.01.1944);
- полковник (20.10.1950);
- генерал-майор танковых войск (9.05.1961).

## Награды
- медаль «Золотая Звезда» Героя Советского Союза (12.01.1942, № 517)[1]
- орден Ленина (12.01.1942)[1]
- два ордена Красного Знамени (16.07.1944, 21.02.1945)[1]
- два ордена Отечественной войны 1-й степени (17.06.1945, 11.03.1985)[1]
- два ордена Красной Звезды[1]
- орден «За службу Родине в Вооружённых Силах СССР» 3-й степени[1]
- медали[1].

## Память
- Бюст установлен на Аллее Героев в Воронеже (2016).
- На месте подвига политрука Н. П. Бочарова в деревне Архангельское Конаковского района 17 августа 2016 года открыт памятный знак[4]
- Почётный гражданин Конаковского района Тверской области (1980)